# Jasmi Joensuu
Jasmi Joensuu (7 maggio 1996) è una fondista finlandese.

## Biografia
La Joensuu, attiva in gare FIS dal novembre del 2012, ha esordito in Coppa del Mondo il 1º marzo 2014 a Lahti (68ª) e ai Campionati mondiali a Oberstdorf 2021, dove ha vinto la medaglia di bronzo nella staffetta e si è classificata 17ª nella sprint e 7ª nella sprint a squadre; l'anno dopo ai XXIV Giochi olimpici invernali di Pechino 2022, suo esordio olimpico, si è piazzata 27ª nella sprint. Ai Mondiali di Planica 2023 è stata 32ª nella 10 km, 16ª nella sprint e 6ª nella sprint a squadre; il 21 gennaio 2024 ha conquistato a Oberhof in staffetta il primo podio in Coppa del Mondo (3ª) e il 31 gennaio 2025 la prima vittoria, nella sprint a squadre disputata a Cogne. Ai successivi Mondiali di Trondheim 2025 si è classificata 9ª nella sprint, 4ª nella sprint a squadre e 4ª nella staffetta e in quella stessa stagione 2024-2025 ha vinto la Coppa del Mondo di sprint.

## Palmarès

### Mondiali
- 1 medaglia:
  - 1 bronzo (staffetta a Oberstdorf 2021)

### Coppa del Mondo
- Miglior piazzamento in classifica generale: 32ª nel 2022
- Vincitrice della Coppa del Mondo di sprint nel 2025
- 2 podi (a squadre):
  - 1 vittoria
  - 1 terzo posto

#### Coppa del Mondo - vittorie
| Data            | Località | Nazione | Spec.                       |
| --------------- | -------- | ------- | --------------------------- |
| 31 gennaio 2025 | Cogne    | Italia  | TS TC (con Kerttu Niskanen) |

Legenda:

TC = tecnica classica

TS = sprint a squadre

#### Coppa del Mondo - competizioni intermedie
- 1 podio di tappa:
  - 1 secondo posto